# Sigilo postal digital

O sigilo postal digital constitui-se da inviolabilidade da correspondência digital. Sendo este direito logicamente derivado dos fundamentos da Proteção à Privacidade, abrangendo este, entre outros Direitos Fundamentais, o sigilo das correspondências em geral.
 
A inviolabilidade da correspondência, assim como a inviolabilidade do domicílio, garantias inseridas no Direito à Privacidade, representam um Direito Natural. Segundo Fustel de Coulanges: "Se há um direito incrustado na natureza do homem, esse direito é o de fazer da própria casa e da correspondência um lugar de prazer e paz".  

## Legislação Brasileira
A Constituição da República Federativa do Brasil (CRFB) de 1988, prescreve no capítulo     referente aos direitos e garantias fundamentais, nos  incisos X e XII do artigo 5º:
X - são invioláveis a intimidade, a vida privada, a honra e imagem das pessoas, assegurado o direito a indenização pelo dano material ou moral decorrente de sua violação;
[...]
XII - é inviolável o sigilo da correspondência e das comunicações telegráficas, de dados e das comunicações telefônicas, salvo, no último caso, por ordem judicial, nas hipóteses e na forma que a lei estabelecer para fins de investigação criminal ou instrução processual penal;

Com a popularização da internet, o e-mail (mais usual correspondência digital) se tornou um sistema de transmissão de dados largamente utilizado. O e-mail pode ser considerado como equivalente digital do correio convencional com o diferencial de poder enviar mensagens simultaneamente a vários usuários geograficamente distantes. 
O Decreto n. 97.057, de novembro de 1988, dispõe alguns conceitos interessantes sobre telecomunicações como:
Art. 23º Dado: Informação sistematizada, codificada eletronicamente, especialmente destinada a processamento por computador e demais máquinas de tratamento racional e automático da informação.
[...]
Art. 158º Transmissão de dados: forma de telecomunicação caracterizada pela especialização na transferência de dados de um ponto a outro.
Portanto, a correspondência digital, o fluxo de comunicação em sistema de informática deveria ser considerado comunicação de dados (e portanto inviolável de acordo com o inciso XII do art. 5º da CRFB de 1988).
Apesar disso a inviolabilidade de correspondência digital é abalada de forma clara com a lei nº 12.965, de 23 abril de 2014 (comumente conhecida como Marco Civil da Internet). No art. 10, parágrafo 2º tal lei prescreve que:
§ 2º O conteúdo das comunicações privadas somente poderá ser disponibilizado mediante ordem judicial, nas hipóteses e na forma que a lei estabelecer, respeitado o disposto nos incisos II e III do art. 7º.
Sendo tais incisos do art. 7º  (artigo este que enumera os direitos assegurados ao usuário) dispostos de tal forma:
II - inviolabilidade e sigilo do fluxo de suas comunicações pela internet, salvo por ordem judicial, na forma da lei;
III - inviolabilidade e sigilo de suas comunicações privadas armazenadas, salvo por ordem judicial;